# Chironomus lenzi
Chironomus lenzi är en tvåvingeart som beskrevs av Jean-Jacques Kieffer 1922. Chironomus lenzi ingår i släktet Chironomus och familjen fjädermyggor.
Artens utbredningsområde är Tyskland. Inga underarter finns listade i Catalogue of Life.